# Formula One (серия игр от Studio Liverpool)
Formula One — это серия компьютерных игр, изначально созданная британской студией Psygnosis, которая позже была переименована в Studio Liverpool. Название серии игр совпадает с популярными автогонками, на которых она и основана. Начиная с 2001 года,  игры серии Formula One разрабатывались непосредственно самой Studio Liverpool (внутренней студией SCEE), образованной в результате реструктуризации ряда студий включая Psygnosis, которая вскоре обзавелась эксклюзивной официальной лицензией FOA, которая запрещает любой другой компании выпускать игры про Формулу-1 для любых других платформ на 5 лет. Sony получили эксклюзивную лицензию для выпуска игр серии Formula One с 2003 года по 2006, они выпускали новые игры каждый год улучшая графику и внося изменения в составы команд в соответствии с реальностью. Игры серии охватывают все сезоны начиная с 1995 по 2006, за исключением только 1996 года.

## Игры
| Год  | Название                         | Платформы                           | Сезон |
| ---- | -------------------------------- | ----------------------------------- | ----- |
| 1996 | Formula 1                        | PlayStation, Windows                | 1995  |
| 1997 | Formula One 97                   | PlayStation, Windows                | 1997  |
| 1998 | Formula One 98                   | PlayStation                         | 1998  |
| 1999 | Formula One 99                   | PlayStation, Windows                | 1999  |
| 2000 | Formula One 2000                 | PlayStation                         | 2000  |
| 2001 | Formula One 2001                 | PlayStation, PlayStation 2          | 2001  |
| 2001 | Formula One Arcade               | PlayStation                         | 2001  |
| 2002 | Formula One 2002                 | PlayStation 2                       | 2002  |
| 2003 | Formula One 2003                 | PlayStation 2                       | 2003  |
| 2004 | Formula One 04                   | PlayStation 2                       | 2004  |
| 2005 | Formula One 05                   | PlayStation 2                       | 2005  |
| 2005 | Formula One Grand Prix           | PlayStation Portable                | 2005  |
| 2006 | Formula One 06                   | PlayStation 2, PlayStation Portable | 2006  |
| 2006 | Formula One Championship Edition | PlayStation 3                       | 2006  |

### Конец серии
В феврале 2007 года стало известно, что компания Sony потеряла лицензию на производство игр про Формулу-1. Это означало, что Formula One Championship Edition, вышедшая в конце предыдущего года, является последней игрой этой линейки. Примечательно, что серия Formula One просуществовала чуть больше десятилетия. 9 мая 2008 года было объявлено, что компания Codemasters приобрела лицензию на дальнейшее производство симуляторов Формулы-1. Спустя полтора года они совместно с Sumo Digital выпустили игру F1 2009 для PlayStation Portable и Nintendo Wii. Codemasters полностью освоили лицензию в 2010 году, когда выпустили F1 2010 для основных платформ того поколения и Windows. Codemasters до сих пор регулярно выпускают симуляторы Формулы-1, последней игрой в их линейке является F1 2018.